# 上官安
上官 安（じょうかん あん、? - 紀元前80年）は、前漢の人。昭帝の皇后上官氏の父。昭帝を擁立した上官桀の子で、妻は同じく昭帝を擁立した霍光の娘。

## 略歴
昭帝が霍光・上官桀・金日磾により8歳にして擁立された後、上官安は霍光の娘とのあいだの子を昭帝の皇后にしようと考えた。霍光に相談したところまだ幼いとの理由で許されなかったが、上官安は昭帝を養育していた昭帝の姉の鄂邑公主が寵愛する丁外人を通じて鄂邑公主を説得した。紀元前83年（始元4年）、上官安の娘を後宮に入れるよう詔が出され、上官安の娘は婕妤となり、上官安は騎都尉となった。一カ月後、上官安の娘はわずか6歳にして皇后に立てられ、上官安は車騎将軍となった。翌年には皇后の父であることを理由に列侯（桑楽侯）に封じられた。
その後、上官安は皇帝を「我が婿」と称したり、継母や父の側室と淫乱な行いをするなど、驕慢で淫乱となっていった。また、丁外人のための官位を霍光に求めたが断られたことなどから霍光との関係が悪化した。紀元前80年（元鳳元年）、上官桀・上官安父子は鄂邑公主、皇帝になれなかったことから不満のあった昭帝の兄の燕王劉旦などと結んで霍光を討ち、更に燕王劉旦をも殺して昭帝を廃して上官桀を皇帝に立てようと企んだ。しかし発覚し、上官安は丞相少史王寿、上官桀は丞相徴事任宮によって殺され、燕王や鄂邑公主は自殺した。
上官皇后は幼少で陰謀に関与しておらず、また霍光にとっても孫であったことから廃位されなかった。皇后は奴婢を置いて上官桀・上官安の墓を守らせた。